# Hielo amorfo
El hielo amorfo (hielo no cristalino o "vítreo") es una forma sólida de agua amorfa. El hielo común es un material cristalino en el que las moléculas se disponen regularmente en una red hexagonal, mientras que el hielo amorfo se distingue por la falta de un orden de largo alcance en su disposición molecular. El hielo amorfo se produce por enfriamiento rápido del agua líquida (por lo que las moléculas no tienen tiempo suficiente para formar una red cristalina) o por compresión de hielo ordinario a bajas temperaturas. 
Aunque casi todo el hielo de agua sobre la Tierra es el familiar cristalino hielo Ih, hielo amorfo domina en las profundidades del medio interestelar, haciendo de este probable la estructura más común para H2O en el universo en general.
Así como hay muchas formas cristalinas diferentes de hielo (actualmente se conocen más de 17), también hay diferentes formas de hielo amorfo, que se distinguen principalmente por sus densidades. 

## Formación
La producción de hielo amorfo depende de la rápida velocidad de enfriamiento. El agua líquida debe enfriarse a su temperatura de transición vítrea (aproximadamente 136 K o −137 °C) en milisegundos para evitar la nucleación espontánea de cristales. Esto es análogo a la producción de helado a partir de ingredientes heterogéneos, que también deben congelarse rápidamente para evitar el crecimiento de cristales en la mezcla. 
La presión es otro factor importante en la formación de hielo amorfo, y los cambios en la presión pueden hacer que una forma se convierta en otra. 
Los productos químicos conocidos como crioprotectores pueden agregarse al agua para reducir su punto de congelación (como un anticongelante) y aumentar la viscosidad, lo que inhibe la formación de cristales. La vitrificación sin adición de crioprotectores se puede lograr mediante un enfriamiento muy rápido. Estas técnicas se utilizan en biología para la criopreservación de células y tejidos. 

## Formas

### Hielo amorfo de baja densidad
El hielo amorfo de baja densidad (LDA, del inglés low-density amorphous ice), hielo de agua amorfo depositado por vapor, agua sólida amorfa (ASW, del inglés amorphous solid water), generalmente se forma en el laboratorio por una lenta acumulación de moléculas de vapor de agua (deposición física de vapor) sobre una superficie de cristal de metal muy suave debajo de 120 K. En el espacio exterior se espera que se forme de manera similar en una variedad de sustratos fríos, como partículas de polvo.
Derritiendo más allá de su temperatura de transición vítrea (Tg) entre 120 y 140 K, el LDA es más viscoso que el agua normal. Estudios recientes han demostrado que el líquido viscoso permanece en esta forma alternativa de agua líquida hasta en algún lugar entre 140 y 210 K, un rango de temperatura que también está habitado por hielo Ic. LDA tiene una densidad de 0.94 g/cm³, menos denso que el agua más densa (1.00 g/cm³ a 277 K), pero más denso que el hielo ordinario (hielo Ih). 
Por el contrario, el agua vítrea hipertemplada (HGW, del inglés hyperquenched glassy water) se forma rociando una fina niebla de gotas de agua en un líquido como el propano a alrededor de 8  K, o mediante hiperquenificación de gotas finas del tamaño de micrómetros en un soporte de muestra mantenido a temperatura de nitrógeno líquido, 77 K, en el vacío. Se requieren velocidades de enfriamiento superiores a 104 K/s para evitar la cristalización de las gotas. A temperatura de nitrógeno líquido, 77 K, el HGW es cinéticamente estable y puede almacenarse durante muchos años. 

### Hielo amorfo de alta densidad
El hielo amorfo de alta densidad (HDA, del inglés High-density amorphous ice) se puede formar comprimiendo hielo I h a temperaturas inferiores a ~140 K a los 77 K, el HDA se forma a partir de hielo natural ordinario alrededor de 1.6 GPa y de LDA a alrededor de 0.5 GPa (aproximadamente 5,000 atm). A esta temperatura, puede recuperarse a presión ambiente y mantenerse indefinidamente. En estas condiciones (presión ambiental y 77 K), el HDA tiene una densidad de 1.17 g/cm³. 
Peter Jenniskens y David F. Blake demostraron en 1994 que también se crea una forma de hielo amorfo de alta densidad durante la deposición de vapor de agua a baja temperatura (< 30 K) superficies como los granos interestelares. Las moléculas de agua no se alinean completamente para crear la estructura de jaula abierta de hielo amorfo de baja densidad. Muchas moléculas de agua terminan en posiciones intersticiales. Cuando se calienta por encima de 30 K, la estructura se vuelve a alinear y se transforma en la forma de baja densidad.

### Hielo amorfo de muy alta densidad
El hielo amorfo de muy alta densidad (VHDA, del inglés Very-high-density amorphous ice) fue descubierto en 1996 por Osamu Mishima, quien observó que el HDA se volvió más denso si se calentaba a 160 K a presiones entre 1 y 2 GPa y tiene una densidad de 1.26 g/cm³ a presión ambiente y temperatura de 77 K. Más recientemente se sugirió que este hielo amorfo más denso era una tercera forma de agua amorfa, distinta de HDA, y se la llamó VHDA.

## Hielo amorfo en el Sistema Solar

### Propiedades
En general, se puede formar hielo amorfo por debajo de ~ 130 K. A esta temperatura, las moléculas de agua no pueden formar la estructura cristalina que se encuentra comúnmente en la Tierra. El hielo amorfo también puede formarse en la región más fría de la atmósfera de la Tierra, la mesosfera polar de verano, donde existen nubes noctilucentes. Estas bajas temperaturas se logran fácilmente en entornos astrofísicos como nubes moleculares, discos circunestelares y las superficies de objetos en el sistema solar exterior. En el laboratorio, el hielo amorfo se transforma en hielo cristalino si se calienta por encima de 130 K, aunque la temperatura exacta de esta conversión depende del ambiente y las condiciones de crecimiento del hielo. La reacción es irreversible y exotérmica, liberando 1.26–1.6 kJ/mol. 
Un factor adicional para determinar la estructura del hielo de agua es la tasa de deposición. Incluso si hace suficiente frío para formar hielo amorfo, se formará hielo cristalino si el flujo de vapor de agua sobre el sustrato es menor que un flujo crítico dependiente de la temperatura. Es importante tener en cuenta este efecto en entornos astrofísicos donde el flujo de agua puede ser bajo. Por el contrario, el hielo amorfo se puede formar a temperaturas más altas de lo esperado si el flujo de agua es alto, como los eventos de congelación repentina asociados con el criovolcanismo. 
A temperaturas inferiores a 77 K, la irradiación de fotones ultravioleta, así como de electrones e iones de alta energía, puede dañar la estructura del hielo cristalino, transformándolo en hielo amorfo. El hielo amorfo no parece verse afectado significativamente por la radiación a temperaturas inferiores a 110 K, aunque algunos experimentos sugieren que la radiación podría reducir la temperatura a la que el hielo amorfo comienza a cristalizarse. 

### Detección
El hielo amorfo se puede separar del hielo cristalino en función de su espectro infrarrojo cercano e infrarrojo. A longitudes de onda cercanas al IR, las líneas de absorción características del agua 1.65, 3.1 y 4.53 μm dependen de la temperatura del hielo y el orden de los cristales. La fuerza de banda máxima de 1.65 μm, así como la estructura de banda de 3.1 μm son particularmente útiles para identificar la cristalinidad del hielo.
A longitudes de onda IR más largas, el hielo amorfo y cristalino tiene bandas de absorción característicamente diferentes en 44 y 62 μm en que el hielo cristalino tiene una absorción significativa a 62 μm mientras que el hielo amorfo no. Además, estas bandas se pueden usar como un indicador de temperatura a temperaturas muy bajas donde otros indicadores (como las bandas de 3.1 y 12 μm) fallan. Esto es útil para estudiar el hielo en el medio interestelar y los discos circunestelares. Sin embargo, observar estas características es difícil porque la atmósfera es opaca en estas longitudes de onda, lo que requiere el uso de observatorios infrarrojos basados en el espacio. 

### Nubes moleculares, discos circunestelares y la nebulosa solar primordial
Las nubes moleculares tienen temperaturas extremadamente bajas (~ 10 K), cayendo dentro del régimen de hielo amorfo. La presencia de hielo amorfo en nubes moleculares ha sido confirmada por observación. Cuando las nubes moleculares colapsan para formar estrellas, no se espera que la temperatura del disco circunestelar resultante supere los 120 K, lo que indica que la mayoría del hielo debe permanecer en un estado amorfo. Sin embargo, si la temperatura aumenta lo suficiente como para sublimar el hielo, entonces puede condensarse nuevamente en una forma cristalina ya que la tasa de flujo de agua es muy baja. Se espera que este sea el caso en el disco circunestelar de IRAS 09371+1212, donde se observaron firmas de hielo cristalizado a pesar de una temperatura baja de 30–70 K.
Para la nebulosa solar primordial, existe mucha incertidumbre en cuanto a la cristalinidad del hielo durante el disco circunestelar y las fases de formación del planeta. Si el hielo amorfo original sobrevivió al colapso de la nube molecular, entonces debería haberse preservado a distancias heliocéntricas más allá de la órbita de Saturno (~ 12 AU).

### Cometas
La evidencia de hielo amorfo en los cometas se encuentra en los altos niveles de actividad observados en cometas de períodos largos, Centauro y Familia Júpiter a distancias heliocéntricas más allá de ~ 6 AU. Estos objetos son demasiado fríos para que la sublimación del hielo de agua, que lleva la actividad del cometa más cerca del sol, tenga un gran efecto. Los modelos termodinámicos muestran que las temperaturas de la superficie de esos cometas están cerca de la temperatura de transición del hielo amorfo/cristalino de ~130 K, apoyando esto como una fuente probable de la actividad. La cristalización desbocada del hielo amorfo puede producir la energía necesaria para impulsar explosiones como las observadas para el Centauro Cometa 29P/Schwassmann – Wachmann 1.

### Objetos del cinturón de Kuiper
Con temperaturas de equilibrio de radiación de 40–50 K, se espera que los objetos en el cinturón de Kuiper tengan hielo de agua amorfo. Si bien se ha observado hielo de agua en varios objetos, la extrema debilidad de estos objetos dificulta la determinación de la estructura de los hielos. Las firmas de hielo de agua cristalina se observaron en 50000 Quaoar, tal vez debido a eventos de resurgimiento como impactos o criovolcanismo.

### Lunas heladas
El espectrómetro de mapeo de infrarrojo cercano (NIMS) en la nave espacial Galileo de la NASA mapeó espectroscópicamente el hielo de la superficie de los satélites jovianos Europa, Ganímedes y Calisto. Las temperaturas de estas lunas oscilan entre 90 y 160 K, lo suficientemente cálido como para que se espere que el hielo amorfo se cristalice en escalas de tiempo relativamente cortas. Sin embargo, se descubrió que Europa tiene principalmente hielo amorfo, Ganímedes tiene hielo amorfo y cristalino, y Calisto es principalmente cristalino. Se cree que esto es el resultado de fuerzas en competencia: la cristalización térmica de hielo amorfo versus la conversión de hielo cristalino a amorfo por el flujo de partículas cargadas de Júpiter. Más cerca de Júpiter que las otras tres lunas, Europa recibe el nivel más alto de radiación y, por lo tanto, a través de la irradiación tiene el hielo más amorfo. Callisto es el más alejado de Júpiter, recibe el flujo de radiación más bajo y, por lo tanto, mantiene su hielo cristalino. Ganímedes, que se encuentra entre los dos, exhibe hielo amorfo en latitudes altas y hielo cristalino en las latitudes más bajas. Se cree que esto es el resultado del campo magnético intrínseco de la luna, que canalizaría las partículas cargadas a latitudes más altas y protegería las latitudes más bajas de la irradiación. 
El hielo superficial de la luna Encelado de Saturno fue mapeado por el Espectrómetro de Mapeo Visual e Infrarrojo (VIMS) en la sonda espacial Cassini de la NASA/ESA/ASI. La sonda encontró hielo cristalino y amorfo, con un mayor grado de cristalinidad en las grietas de la "franja del tigre" en la superficie y más hielo amorfo entre estas regiones. El hielo cristalino cerca de las rayas del tigre podría explicarse por las temperaturas más altas causadas por la actividad geológica que es la causa sospechada de las grietas. El hielo amorfo podría explicarse por la congelación instantánea del criovolcanismo, la rápida condensación de las moléculas de los géiseres de agua o la irradiación de partículas de alta energía de Saturno. 

## Usos
El hielo amorfo se usa en algunos experimentos científicos, especialmente en microscopía crioelectrónica de biomoléculas. Las moléculas individuales se pueden conservar para obtener imágenes en un estado cercano a lo que son en agua líquida. 